# 정희수
정희수(鄭熙秀, 1953년 10월 25일 영천 ~ )는 대한민국의 정치인이다. 한나라당 후보로 2005년 상반기 재보궐선거에 영천시 선거구에 출마하여 당선됐다. 2008년 제18대 총선에서도 당선됐다. 현재는 무소속이다. 2012년 총선에서도 같은 선거구에서 공천받았다. 20대총선에서는 이만희 와의 경선에서 패배하여 공천을 받지 못하였다.

## 학력
- 신녕국민학교 졸업
- 신녕중학교 졸업
- 대구상업고등학교 졸업
- 성균관대학교 사회학 학사
- 아주대학교 경영대학원 경영학 석사
- 일리노이대학교 대학원 경제학 석사
- 일리노이대학교 대학원 경제학 박사

## 경력
- 국회 건설교통위원회 위원
- 한나라당 경제분야 대선공약 개발 TF팀
- ~ 2008년 5월 : 제17대 한나라당 국회의원
- 한나라당 부동산대책특별위원회 위원
- 한나라당 공공부문개혁특별위원회 위원
- 한나라당 경상북도당 윤리위원회 부위원장
- 한나라당 경제활성화대책특별위원회 위원
- 포스코경영연구소 경영전략연구센터 센터장
- 한나라당 대지임대부 TF팀 위원
- 한나라당 서민경제특별위원회 위원
- 국회 남북평화통일특별위원회 위원
- 국회 운영위원회 위원
- 한나라당 통일안보전략특별위원회 위원
- 서울경제신문 논설위원
- 한나라당 원내부대표
- 한국일보 백상경제연구원 원장
- 2008년 5월 ~ 2012년 2월: 제18대 국회의원 (경북 영천시/한나라당)
- 2008년: 국토해양위원회, 일자리만들기특별위원회 위원
- 2008년: 국회 경제정책포럼 대표의원
- 2008년 6월: 한나라당 경상북도당 위원장
- 2010년 8월: 한나라당 제1사무부총장
- 2011년 5월: 한나라당 사무총장 직무대행
- 2011년 6월: 한나라당 전당대회 준비위원장
- 2012년 2월 ~ 2012년 5월: 제18대 국회의원 (경북 영천시/새누리당)
- 2012년 5월 ~ 2016년 5월: 제19대 국회의원 (경북 영천시/새누리당)
- 2012년 7월 ~ 2014년 5월: 제19대 국회 전반기 국방위원회 위원
- 2012년 8월 ~ 2012년 12월: 국회쇄신특별위원회 위원장
- 2013년 11월: 새누리당 직능특별위원회 위원장
- 2014년 6월 ~ 2016년 5월: 제19대 국회 후반기 기획재정위원회 위원장
- 2017년 4월 16일: 제19대 대통령선거 더불어민주당 문재인 후보 통합정부추진위원회 자문위원회 부위원장
- 2018년 12월 ~ 2020년 12월: 보험연수원 원장
- 2020년 12월 ~ 2023년 12월: 제35대 생명보험협회 회장
- 청소년금융교육협의회 정회원
- 법무법인(유한) 클라스한결 고문

## 논란
20대 총선을 앞두고 자신을 지지하지 않는 당원을 회유하기 위하여 당원 개인정보를 무단으로 빼내 선거운동을 하여 정보통신망 이용촉진 및 정보보호 등에 관한 법률 위반으로 1심에서 벌금 400만원을 선고 받았다.

## 역대 선거 결과
|  | 51.3% |

|  | 81.99% |

|  | 45.52% |

## 같이 보기
- 영천시 (선거구)
- 영천시의 국회의원

## 가족 관계
- 어머니 : 이성실(1934년 ~ 2021년 12월 20일)
- 형제동생 : 정현득, 정정간, 정태월, 정태임
- 배우자: 김옥경
  - 아들: 정해욱